# Hartville (Wyoming)
Hartville è un centro abitato (town) degli Stati Uniti d'America, situato nella Contea di Platte nello Stato del Wyoming. Nel censimento del 2000 la popolazione era di 76 abitanti.

## Geografia fisica
Secondo i rilevamenti dell'United States Census Bureau, la località di Hartville si estende su una superficie di 0,7 km², tutti occupati da terre.

## Popolazione
Secondo il censimento del 2000, a Hartville vivevano 76 persone, ed erano presenti 22 gruppi familiari. La densità di popolazione era di 105,1 ab./km². Nel territorio comunale si trovavano 52 unità edificate. Per quanto riguarda la composizione etnica degli abitanti, l'89,47% era bianco, il 6,58% apparteneva ad altre razze e il 3,95% a due o più. La popolazione di ogni razza ispanica corrispondeva al 22,37% degli abitanti.
Per quanto riguarda la suddivisione della popolazione in fasce d'età, il 23,7% era al di sotto dei 18, l'1,3% fra i 18 e i 24, il 22,4% fra i 25 e i 44, il 18,4% fra i 45 e i 64, mentre infine il 34,2% era al di sopra dei 65 anni di età. L'età media della popolazione era di 51 anni. Per ogni 100 donne residenti vivevano 100,0 uomini.